# Argyll (automobile)
Pour les articles homonymes, voir Argyll.

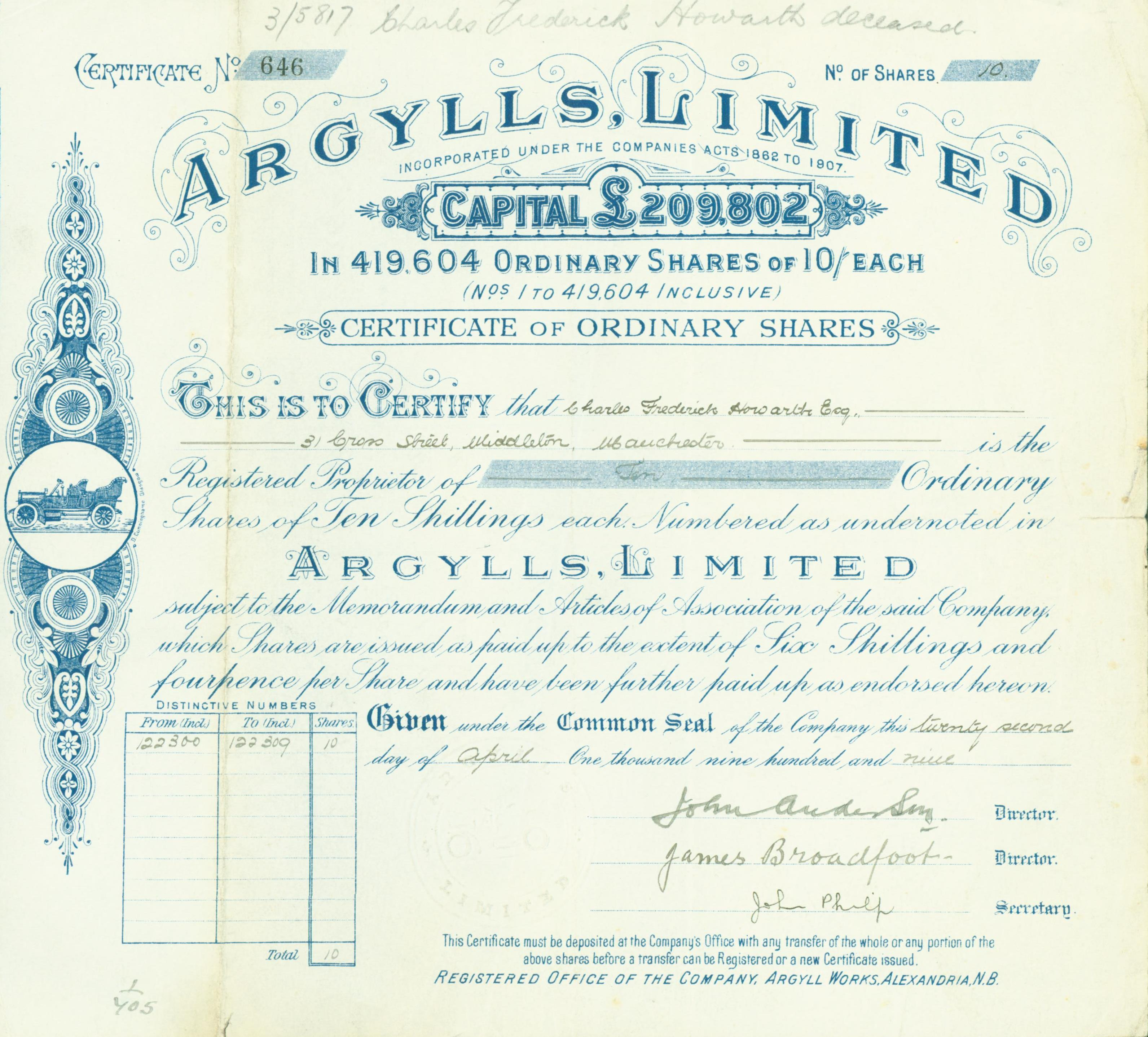
Action de l'Argylls Ltd. en date du 22 avril 1909.

Argyll 8HP tonneau à entrée arrière, 1902.

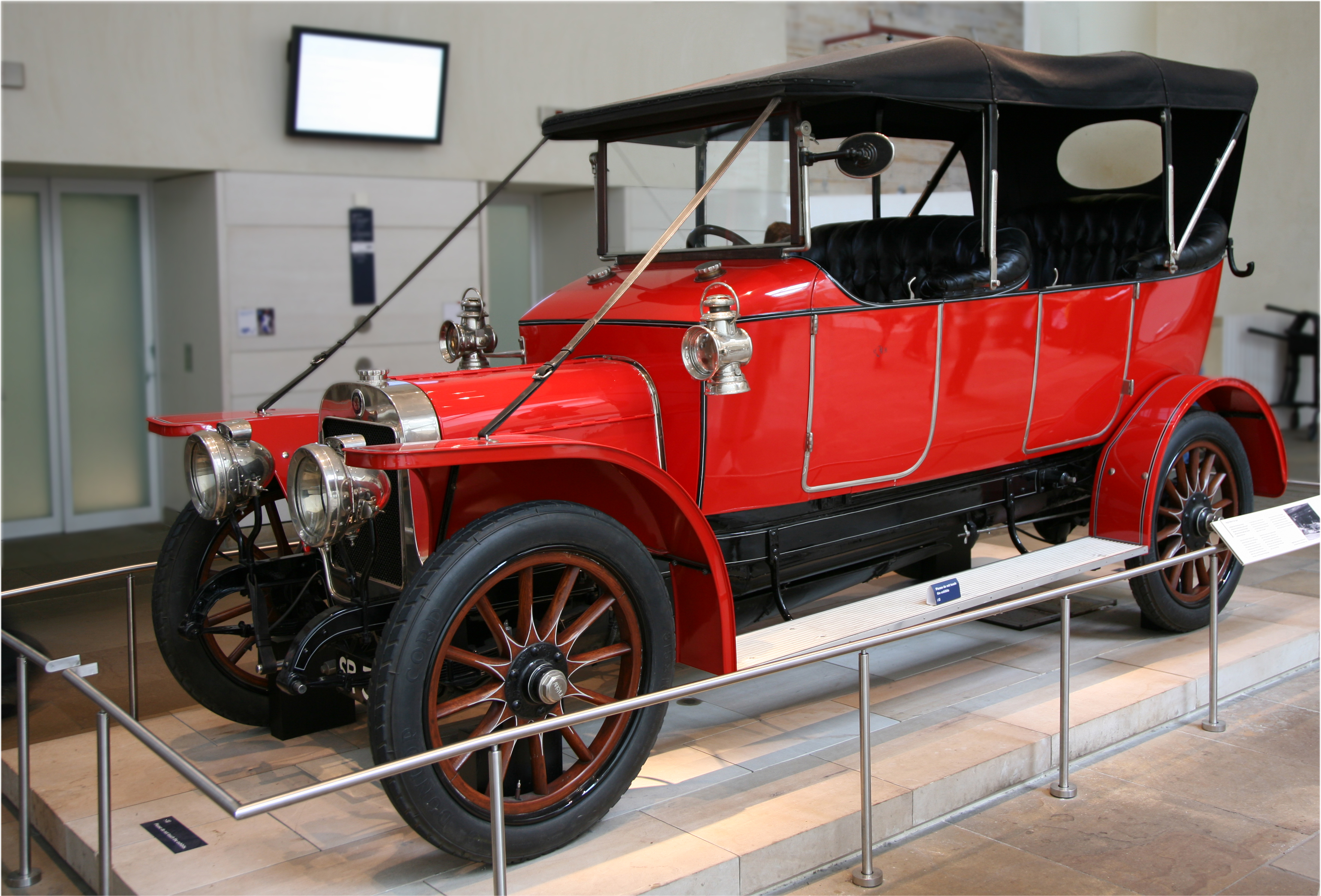
l'Argyll "Flying Fifteen" (la Quinze Volante).

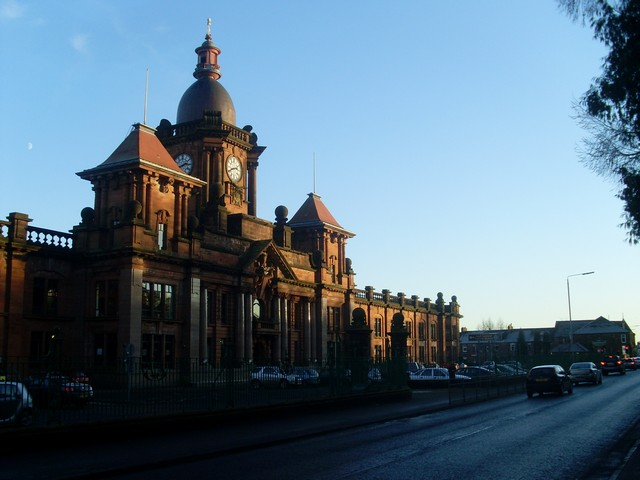
Ancienne usine d'Argyll Motors Ltd. à Alexandria, West Dunbartonshire.

Argyll était une marque de voitures à moteur écossaise fabriquées entre 1899 et 1932, puis entre 1976 et 1990.

## La marque Argyll originale
Alex Govan fonda la Société d'ingénierie Hozier en 1899, et c'est dans cette usine que la première Voiturette Argyll fut produite; copie de la Renault contemporaine, elle utilisait un moteur de Dion de 2¾ CV et l'entraînement par arbre. Les modèles de 1901 avaient un nouveau moteur de 5 cv ; les voitures fabriquées en 1902 ont encore évolué avec des moteurs de 8 cv. Ensuite apparut la 10 cv bicylindres avec radiateur en tubes formant les côtés du capot; en 1904, la société a lança une gamme de voitures à moteur Aster et radiateurs avant. L'une fut une bicylindres 10 cv de 1 985 cm3 et les autres étaient des quatre cylindres de 3 054 cm3, 3 686 cm3, et 4 849 cm3. Toutes les voitures étaient équipées de la boîte de vitesses Govan plutôt maladroite, qui avait une porte en forme de T et des manettes séparées pour le choix du sens de la marche et du rapport. La société, désormais nommé Argyll Motors Ltd. est devenue la plus grande marque écossaise, et déménage ses locaux de Bridgeton, à Glasgow (en) vers une grande nouvelle usine à Alexandrie, West Dunbartonshire. L'Argyll Motor Works couvrait 12 acres (4,9 ha), avait sa propre ligne de chemin de fer, et fut inaugurée en 1906 par John Douglas-Scott-Montagu, 2e Baron Montagu de Beaulieu. Cependant, la nouvelle usine n'a jamais été utilisée à pleine capacité, et la société a commencé à décliner après la mort de Govan en 1907, et fut mise en liquidation en 1908.
La production redémarra en 1910, sous le nom Argylls Ltd., avec une nouvelle gamme de voitures, y compris la fameuse "Flying Fifteen", et un modèle six cylindres. La 12/14 a été largement vendue comme taxi, et même exportée à New York. Des freins aux quatre roues, conçus par J. M. Rubury d'Argyll, et brevetés le 18 mars 1910 par Henri Perrot et Jean Meredith Rubury (numéro de brevet 6807)  furent disponibles à partir de 1911 et en 1912, le moteur à chemises de distribution louvoyantes conçu par le directeur de l'entreprise Baillie P. Burt et J. P. McCollum fut mis en production; l'ensemble de la gamme employant des moteurs Burt-McCollum en 1914.
Argylls changea de mains en 1914 et l'usine d'Alexandria fut vendue à la Royal Navy pour produire des torpilles. La production de voitures reprit à une petite échelle, à l'usine d'origine de Bridgeton sous le contrôle de Jean Brimlow qui avait déjà dirigé le service des réparations. Le premier produit de la nouvelle société est une reprise du modèle 15·9 d'avant-guerre, maintenant avec démarreur électrique, mais peu furent vendues. En 1922, la gamme s'étoffe d'une 1 ½ litre à chemises louvoyantes et, en 1926, par la 12/40 de sport.
La société fit une dernière apparition au salon de Londres (en) en 1927 et les dernières voitures ont probablement été faites en 1928, bien que toujours annoncées jusqu'à la fermeture d'Argyll en 1932.

## La seconde ère Argyll
Le nom fut ré-utilisé en 1976 par une nouvelle société qui construisit une voiture de sport de moyenne puissance, l'Argyll GT, à Lochgilphead, en Écosse.
La nouvelle entreprise fut fondée par Bob Henderson. La nouvelle voiture fut nommée d'après l'Argyll originale de 1898, en l'honneur du grand-père de l'un des investisseurs qui travailla dans l'usine Argyll à Alexandria.
Le seul modèle fut l'Argyll GT (ou "GT Turbo"), basée sur un robuste châssis à armature  vêtu d'une coque en fibre de verre faite à côté de la vieille usine Arrol-Johnston à Dumfries, par Solway Marine. Le prototype de 1976 utilisait un moteur turbocompressé Rover V8. Une version avec un moteur turbo Saab fut également évoquée, mais jamais construite. La suspension vint de la Triumph 2500 et la boîte de vitesses est une ZF à 5 rapports. On pouvait démonter l'entièreté de l'arrière en défaisant 10 boulons, la suspension, la boîte de vitesses et le moteur se trouvant séparés.
Une version de production de la voiture fit ses débuts en 1983, avait une version non-turbo du Douvrin Euro V6 utilisé par Renault, Peugeot et d'autres, ainsi que d'un ensemble boite-pont et arbres de roues d'une Renault 30. Un turbo V8 de 3,5–4,2 litres, couplée à la transmission ZF est en option, mais aucune ne fut construite. D'autres options de moteur furent la Lancia Beta, une Buick V6 qui avait commencé comme un moteur Indycar mort-né. Une vitesse de pointe de 160 miles/h (environ 260 km/h) avec le V8 turbo fut revendiquée, mais jamais ratifiée. La capacité de production déclarée à douze voitures à l'année mais aucune ne fut vendue. La version argent utilisée pour le lancement et le matériel de publicité appartenait au comptable de la compagnie et n'était pratiquement jamais conduite. Le prix de lancement situé entre 25 000 £ et 30 000 £ (ce qui la comparait à la Ferrari 308 GTB contemporaine) semblait trop élevé pour une voiture construite à partir de pièces d'autres fabricants et mal finie. Par exemple, les feux arrière de forme hexagonale venaient de la Datsun Cherry, le tableau de bord d'une Volvo, le volant de la Triumph Dolomite et les poignées de porte de la Morris Marina.